# 日本資産協会
一般社団法人 日本資産協会（にほんしさんきょうかい）は、個人の方を対象にした税務コンサルタントを基本に、身元保証事業、資格取得支援事業を主に行っている一般社団法人。

## 概要
- 団体名：一般社団法人 日本資産協会
- 代表者：理事長 葉山宗武
- 所在地：岡山県岡山市北区富田町2丁目10-15 富士ビル2階
- 活動内容：税務コンサルタント、身元保証支援、「資産診断士」の資格取得支援

## 経歴
- 1992年（平成4年）8月 東京都渋谷区で活動開始
- 1993年（平成5年）4月 身元保証支援を開始
- 1996年（平成8年）10月 広島県広島市に支部開設
- 2004年（平成16年）4月 香川県高松市に支部開設
- 2012年（平成24年）4月 岡山県岡山市へ本部、支部を統合
- 2015年（平成27年）11月 資産診断士の資格取得支援を開始